# Royal Dano
Royal Dano (Nova Iorque, 16 de novembro de 1922 - Los Angeles, 15 de maio de 1994) foi um ator estadunidense. Lutou na Segunda Guerra Mundial e chegou a ser condecorado. De aparência desengonçada, magro e bem alto, geralmente era escalado para vilões, homens sinistros e até velhos, embora ainda nem tivesse 40 anos.
Entre seus trabalhos de destaque estão Irmão Contra Irmão (Saddle the Wind) em 1958 e Rei dos Reis (King of Kings) de Nicholas Ray, onde interpretou o Apóstolo São Pedro. Na televisão, fez participações especiais nas séries Daniel Boone, Gunsmoke, Bonanza, Temple Houston, Planeta dos Macacos, Twin Peaks, Ilha da Fantasia e The Rifleman.
Royal Dano morreu de um ataque cardíaco dias após ter sofrido um grave acidente de carro, no dia 15 de maio de 1994, ao 71 anos de idade.

## Filmografia
- O Terceiro Tiro (1955)[2]
- Moby Dick (1956)
- Crime of Passion (1957)[3]
- Man in the Shadow (1957)
- Man of the West (1958)
- Saddle the Wind (1958)
- King of Kings (1961)
- Gunpoint (1966)
- Big Bad Mama (1974)
- Capone (1975)[4]
- The Right Stuff (1983)
- Teachers (1984)
- Killer Klowns from Outer Space (1988)
- Spaced Invaders (1990)
- The Dark Half (1993)